# Classe S1000
S1000 fu il progetto di una classe di sottomarini convenzionali (SSK) sviluppata in collaborazione da Russia e Italia. Si trattava di una versione avanzata della classe Amur progettata dal Rubin Design Bureau e destinata soprattutto per l'esportazione, uno dei paesi a cui era stato proposto fu l'India, ma l'interesse non si concretizzò ed alla fine il programma fu abbandonato..
Lo sviluppo per l'Italia venne curato da Fincantieri.

## Caratteristiche
Lo S1000 doveva avere un sistema AIP (Air Independent Propulsion) funzionante ad idrogeno (celle a combustibile) come per la classe Salvatore Todaro (U212).
Le dimensioni progettate del battello dovevano essere: 
- Lunghezza fuori tutto 56,20 m
- Diametro esterno dello scafo resistente 5,50 m
- Pescaggio 5,40 m

Il dislocamento in immersione previsto era di circa 1.100 t
La profondità massima raggiungibile in immersione era prevista superiore ai 250 m	
La manovrabilità e le direzionalità del mezzo sarebbe stata fornita dai 4 timoni di poppa (di tipo a X) e dai
2 timoni orizzontali (non retrattili) installati sulla vela.
La velocità massima in immersione era prevista di oltre i 14 nodi.	

### Impianto di propulsione
Il sistema di propulsione si sarebbe composto di:
- un motore elettrico a magneti permanenti da 1.000 kW su singolo asse in linea (motore di propulsione magnetico);
- due motori diesel (sovralimentati) da 715 kW ciascuno;
- due generatori da 650 kW di potenza ciascuno;
- due gruppi di batterie da 112 celle al piombo ciascuno, situati in compartimenti separati;
- capacità AIP (basata su fuel cell) 200 kW.

La spinta è fornita da un'unica elica a 7 pale oblique.

### Autonomia in immersione
A parità di velocità, l'autonomia del battello sarebbe variaga a seconda della tipologia di propulsione adottata:
- Snort + Batterie a 4 nodi	3.000	miglia
- Propulsione in assenza d'aria (AIP) a 4 nodi	1.000	miglia

### Equipaggio
L'equipaggio previsto, estremamente ridotto, era stimato in soli 16 elementi (tra ufficiali, sottufficiali, graduati e comuni) ed era prevista la possibilità di imbarcare 6 operatori dei reparti speciali (una squadra di incursori).

### Sistema di combattimento
Il sistema di combattimento sarebbe stato gestito dal CMS (Combat Management Systems - sistemi di combattimento automatizzati) tramite 5 consoles multifunzionali. 
Si prevedevano6 camere di lancio per siluri (di tipo a spinta in fuori) situate a prua  con la possibilità di operare e gestire fino a 6 + 8 ordigni di vario tipo:
- Siluri pesanti filoguidati da 21 pollici (533 mm), compresi i Black Shark;
- Missili antinave e d'attacco a cambiamenti d'ambiente (tipo Sub-Harpoon);
- Mine navali.

Sarebbe stato presente un sistema anti-siluro (dispositivi di simulazione o diversivi).

### Sensoristica di bordo
L'unità sarebbe stata dotata di:
- Una unità sonar passivo/attivo (Base conforme, Intercezione Array, Rilevamento Mine, ONA)
- Un supporto telescopico (Optronic Mast System) equipaggiato di: 
  - TV / IR;
  - ESM (Electronic Support Measures) che permette la classificazione automatica dei segnali impiegando la propria banca dati;
  - intercettatore Laser
- Un radar di navigazione con capacità ARPA (Automatic Radar Plotting Aid)

### Sistema di Comunicazione
Il sistema di comunicazioni Interno / Esterno sarebbe stato composto da:
- Due antenne che permettono di operare (voce e dati) nelle frequenze:
  - HF;
  - UHF;
  - UHF-SATCOM (per comunicazioni satellitari);
  - VHF.

- Un'antenna VLF
- Telefono subacqueo